# アイニユケル/ライン
「アイニユケル/ライン」は、Salyuの17作目のシングル。

## 概要
- 1曲目は2014年の映画『家路』[1]、2曲目は2013年の映画『ゆるせない、逢いたい』[2]の主題歌にそれぞれ採用されている。
- Salyu初のインストゥルメンタルVer.を収録したシングル[3]で、アーティストの公式YouTubeチャンネルで新曲として初めてMVを公開した曲でもある。
- なお、初回限定盤には2曲のStudio Live Ver.も収録している。

## 収録曲
1. アイニユケル（5:08）
2. ライン （4:55）
いずれも、作詞・作曲・編曲：小林武史
3. アイニユケル (Studio Live Ver.)（5:44）
4. ライン (Studio Live Ver.)（5:21）
5. アイニユケル (Inst.)（5:08）
6. ライン (Inst.)（4:55）

3・4曲目は初回限定盤のみに収録。

## 収録アルバム
- 『Android & Human Being』 (#1)

## カバー
アイニユケル
- 木村充揮（2024年12月18日、トリビュート・アルバム『Salyu 20th Anniversary Tribute Album "grafting"』に収録）